# Хуан Мареро
Хуан Мареро (на испански: Juan Marrero) е испански футболист, защитник.

## Кариера
Преминава през отборите на Депортиво Ла Коруня, Валенсия, Реал Мадрид, Барселона и Елче. Има 2 мача и 1 гол за националния отбор на Испания. Участник на Световното първенство през 1934 г.